# ISS-Expeditie 60
ISS-Expeditie 60 is de zestigste missie naar het Internationaal ruimtestation ISS. De missie begon op 25 juni 2019 met het vertrek van de Sojoez MS-11 van het ISS terug naar de Aarde en eindigde in oktober 2019, toen de Sojoez MS-12 terugkeerde naar de Aarde.

## Bemanning
| Positie           | Eerste deel (juni 2019)                      | Tweede deel (juli 2019 t/m oktober 2019)     |
| ----------------- | -------------------------------------------- | -------------------------------------------- |
| Bevelhebber       | Aleksej Ovtsjinin, RSA 2e ruimtevlucht       | Aleksej Ovtsjinin, RSA 2e ruimtevlucht       |
| Flight Engineer 1 | Nick Hague, NASA 1e ruimtevlucht             | Nick Hague, NASA 1e ruimtevlucht             |
| Flight Engineer 2 | Christina Hammock-Koch, NASA 1e ruimtevlucht | Christina Hammock-Koch, NASA 1e ruimtevlucht |
| Flight Engineer 3 |                                              | Aleksandr Skvortsov, RSA 3e ruimtevlucht     |
| Flight Engineer 4 |                                              | Luca Parmitano, ESA 2e ruimtevlucht          |
| Flight Engineer 5 |                                              | Andrew Morgan, NASA 1e ruimtevlucht          |